# Les Pêcheurs d'étoiles
Les Pêcheurs d'étoiles ou De sterrenplukkers en Néerlandais est le vingt-deuxième album de bande dessinée de la série Bob et Bobette. Il porte le numéro 146 de la série actuelle. Il a été écrit et dessiné par Willy Vandersteen et publié dans De Standaard et Het Nieuwsblad du 10 mars 1952 au 18 juillet 1952.

## Synopsis
Dans une vente publique, Lambique a acheté une statuette qui a le pouvoir de réaliser les vœux. Mais il y a tellement de personnes qui veulent s’en emparer que Lambique ne trouve rien de mieux à faire que de fuir à Paris. Il peut heureusement compter sur l’aide de nos amis et d’une petite bande de clochards. Pour les remercier, Lambique crée une colonie pour sans logis : la colonie des Pêchers d’étoiles. Mais a-t-il tenu compte du malicieux Monome ?

## Personnages principaux
- Bobette
- Bob
- Lambique
- Sidonie

## Personnages secondaires
- Monome l'apache
- Marianne
- Clochard

## Lieux
- Belgique
- Oasis de Ho-Sean
- Paris : Place de la Concorde, quais de Paris, Seine, Tour Eiffel, Cathédrale Notre-Dame, Montmartre, Bois de Boulogne, ...

## Éditions
- De sterrenplukkers, Standaart, 1952 : Édition originale en néerlandais
- Les Pêcheurs d'étoiles, Erasme, 1958 : Première édition française comme numéro 8 de la série rouge en bichromie.
- Les Pêcheurs d'étoiles, Erasme, 1973 : Réédition comme numéro 146 de la série actuelle en couleur.